# مالو تسرنیچه
مالو تسرنیچه (به صربی: Malo Crniće) یک شهرستان در صربستان است که در ناحیه برانیچوو واقع شده‌است. مالو تسرنیچه ۸۷ متر بالاتر از سطح دریا واقع شده‌است.